# Čínská Wikipedie
Čínská Wikipedie je verze internetové encyklopedie Wikipedie v čínštině. Založena byla v říjnu 2002. V lednu 2022 obsahovala přes 1 248 000 článků a pracovalo pro ni 65 správců. Registrováno bylo přes 3 172 000 uživatelů, z nichž bylo přes 8 100 aktivních. V počtu článků byla 15. největší Wikipedie. Na internetu jde o třetí největší čínskou encyklopedii po Hudong a Baidu Baike.
Stejně jako ostatní Wikipedie bývá v určitých dobách blokována vládou ČLR – v pořadí již třetí blokování bylo zrušeno na začátku roku 2008. Administrátoři ji spravují z Číny, z Tchaj-wanu i Hongkongu. Na Wikipedii je zapnuta v provozu automatická konverze zjednodušených a tradičních čínských znaků, čtenáři si tak mohou vybrat celkem ze 4 regionálních variant zápisu:
- zh-cn (pevninská Čína)
- zh-hk (Hongkong a Macao)
- zh-sg (Singapur a Malajsie)
- zh-tw (Tchaj-wan)

V roce 2012 provedli 37 % editací čínské Wikipedie uživatelé z Tchaj-wanu, 26,3 % z Hongkongu, 20,9 z Číny a 5,4 % z USA. Nadace Wikimedia v roce 2021 zablokovala možnost editování sedmi wikipedistům z pevninské Číny, kteří vytvořili organizovanou skupinu k cílenému ovlivňování informací v souladu s cíli čínské vlády. Odebrala také administrátorská práva dalším 12 uživatelům. Podle zástupců Nadace šlo o součást bojů mezi autory z pevninské Číny a Hongkongu.